# Alejandro Magno (miniserie)
Alejandro Magno (en alemán: Terra X: Alexander der Große; en francés: Alexandre le Grand : de l’histoire au mythe) es una miniserie documental coproducida por ZDF, Arte y ORF, creada para Terra X, una marca de programa de ZDF. Se estrenó el 25 de octubre de 2014 en Arte como una película de 90 minutos, y después se emitió en ZDF como una serie de dos episodios. Posteriormente la serie ha sido doblada al castellano y emitida en La 2 de TVE, en el programa de documentales «Documaster».

## Argumento
A lo largo de los siglos, el mito de Alejandro Magno, un ilustre conquistador de la antigüedad, se ha enriquecido. La historia retiene la imagen de un buen estratega y un monarca ambicioso que logró, en poco más de una década, constituir un imperio inmenso que se extendía desde Grecia hasta la India. ¿Pero qué hombre era realmente? Basado en reconstrucciones, el documental intenta desentrañar la leyenda de la realidad histórica, mirando hacia atrás en el viaje de Alejandro, desde su nacimiento en 356 a. C. hasta su presunta muerte relacionada con la enfermedad en 323 a. C.

## Reparto
- David Schütter como Alejandro Magno
- Vladi Georgiev como niño Alejandro
- Sascha Tschorn como Hefestión
- Teodora Duhovnikova como Olimpia de Epiro
- Andrei Slabakov como Filipo II de Macedonia
- Stoyan Alexiev como Aristóteles
- Vladislav Violinov como Filotas
- Alexander Demandt como él mismo
- Hans-Joachim Gehrke como él mismo
- Tanja Scheer como ella misma

## Episodios
| N.º (serie)                                                       | N.º (temp.) | Título Título original                             | Fecha de emisión original |
| ----------------------------------------------------------------- | ----------- | -------------------------------------------------- | ------------------------- |
| 1                                                                 | 1           | «El camino hacia el poder» «Auf dem Weg zur Macht» | 26 de octubre de 2014     |
| La infancia de Alejandro y cómo se convierte en rey de Macedonia. |             |                                                    |                           |
| 2                                                                 | 2           | «Hasta el fin del mundo» «Bis ans Ende der Welt»   | 2 de noviembre de 2014    |
| Alejandro derrota a Darío III y comienza su conquista de Asia.    |             |                                                    |                           |

## Rodaje
La serie rodada en localizaciones de Grecia, Irán y un estudio en Bulgaria. Comenzó el 21 de febrero de 2014 y terminó el 17 de junio del mismo año.